# Los 12 Apóstoles (grupo paramilitar)
Los 12 Apóstoles fue un grupo paramilitar colombiano que operó en el Departamento de Antioquia entre 1992 y 1998, liderado según diversas investigaciones por Santiago Uribe Vélez, hermano del expresidente de Colombia Álvaro Uribe Vélez, la organización funcionaba como un grupo de limpieza social integrado o financiado por ganaderos de la región, comerciantes, trabajadores y militares y que han sido investigados por el asesinato de 533 personas.

## Historial delictivo
La primera manifestación del grupo fue a finales de los años 80 cuando un capitán de la policía llamado César Emilio Camargo Cuchía inició una persecución contra miembros de la izquierda, entre las desapariciones por las que fue investigado se encontraban 2 miembros de la Unión Patriótica luego el grupo fue acusado de una masacre en el Campamento, Antioquia en 1990. De 1992 a 1995, la organización se autodenominó Autodefensas del Norte Lechero hasta que fue desmantelada en 1995 con la intención de borrar vínculos con sus financistas. En 1995 apareció Rodrigo Pérez Alzate, alias Julián Bolívar quien fue el vínculo entre las Autodefensas del Norte Lechero, las Convivir y las AUC también. No obstante, versiones adicionales afirman que el ganadero y luego Secretario de la Gobernación de Antioquia Pedro Juan Moreno fue el enlace entre los 12 apóstoles y las AUC, principalmente con los hermanos Vicente y Carlos Castaño Gil. Este último, en su libro autobiografíaco Mi Confesión, aseguro haber sido parte de un grupo paramilitar del mismo nombre Los 12 Apóstoles. 
Entre algunas de las víctimas conocidas se se encontraban los miembros de familia Duque López, cuyos miembros eran militantes de la Unión Patriótica, del conductor de bus Camilo Barrientos, así como mendigos, ladrones, drogadictos, personas desplazadas por la violencia y pobres invasores de tierras.

## Investigaciones a Santiago Uribe Vélez
Los escritores Sergio Mesa y Olga Behar denuncian a Santiago Uribe Vélez en sus libros El Apóstol Santiago y El clan de los 12 apóstoles en los que describen las relaciones de Santiago Uribe con Salvatore Mancuso el mayor Juan Carlos Meneses Quintero capitán de policía César Emilio Camargo Cuchía. En el libro de Olga Behar Meneses Quintero cuenta cómo "Me vi varias veces con Santiago Uribe allí en su hacienda. Los dos primeros encuentros fueron reuniones más bien formales, que se realizaron en la sala de la finca. En la tercera ocasión, Santiago es muy cordial. Me invita a conocerla porque, dice, que le he colaborado mucho. Lo primero que me muestra son unos radios de comunicación, unos radios portátiles y otros con bases. Me dice: “Esto es para comunicarme con los grupos míos”.
Y en la misma hacienda La Carolina me muestra una plaza de toros, de esas de toros de lidia, de toros miura, ahí es donde los preparan para las corridas de toros.
Lo que me sorprende es cuando bordeamos la plaza de toros;detrás de ella me muestra una pista de entrenamiento para paramilitares, de las mismas que usa el Ejército, de esas que conocemos los soldados y policías que tienen diferentes tipos
de obstáculos, la escalera, la telaraña. Él me dice: “Mira, aquí es donde entreno a mis muchachos”.
Allí era donde entrenaban físicamente a los que después participaban en las acciones ordenadas por Santiago Uribe. Yo estaba aterrado, impactado, porque mientras íbamos caminando por los terrenos, muy bonitos y bien cuidados, me decía que políticamente él estaba muy bien conectado, tanto así que su hermano, que había sido senador, tenía segura la Gobernación de Antioquia. Me decía que tenía el apoyo de todo el mundo y yo entonces pensaba: “Esto está orquestado con todo el Gobierno, está amparado con los altos mandos militares” 
También en el libro cuenta cómo el entonces alcalde de Yarumal y el capitán de policía ayudaron a las acciones de los 12 Apóstoles que generó la condena del Consejo de Estado de 2012.
Posterior a las declaraciones del mayor Meneses, se sumaron las del extrabajador de la finca La Carolina Eunicio Pineda, un campesino quien sobrevivió al secuestro y tortura por parte de Los 12 Apóstoles, luego de que este se negara a ser parte de la banda paramilitar. En sus continuas declaraciones, Pineda ha asegurado ver como Santiago Uribe y su socio el ganadero Álvaro Vázquez eran responsables de entrenar y orquestar la conformación del grupo paramilitar en la Hacienda La Carolina, toda vez de que oficiales del Batallón de Infantería N.º 10 eran colaboradores y miembros del grupo criminal. 
Las declaraciones, tanto de ex mayor Meneses, como de Eunicio Pineda, se consideraron de alto valor en los procesos judiciales contra Santiago Uribe, a tal punto de que reconocidos defensores de Derechos Humanos como la abogada chilena Fabiola Letelier y el premio Nobel de Paz argentino Adolfo Pérez Esquivel gestionaron el asilo político y las medidas de protección para ambos testigos en Chile y Argentina, con plena colaboración de Compañía de Jesús. 
En 2016, Santiago Uribe fue detenido y en 2017 fue acusado de concierto para delinquir y homicidio agravado. Fue puesto en libertad en 2018.
El caso de los 12 apóstoles, llegó a ser foco de atencióde la opinión pública, no solamente por acusar formalmente al hermano de un reconocido mandatario por crímenes de lesa humanidad, sino por la comisión de crímenes cometidos  por la banda paramilitar contra la población civil (asesinatos selectivos, mascres, desapariciones forzadas y desplazamiento forzado), los cuales se comparan con la Masacre de Trujillo